# Froid dans le dos
Pour plus de détails, voir Fiche technique et Distribution.
Froid dans le dos (Floods of Fear) est un film britannique réalisé par Charles Crichton, sorti en 1958.

## Synopsis
Donovan, condamné à une peine de prison à vie pour un meurtre qu'il n'a pas commis, s'évade lorsque son équipe de travail est prise dans une inondation due à une crue des la rivière Humboldt au Nevada. Il va se retrouver pris au piège dans une maison avec une jeune femme, Elizabeth Matthews, et un autre évadé, Peebles, qui va essayer de la violer. 
Donovan finit par retrouver Murphy, celui qui a fourni les fausses preuves qui l'ont fait accuser, et le fait avouer après une bagarre épique.

## Fiche technique
- Titre original : Floods of Fear
- Titre français : Froid dans le dos
- Réalisation : Charles Crichton
- Scénario : Charles Crichton, d'après le roman de John et Ward Hawkins
- Direction artistique : Cedric Dawe
- Décors : Arthur Taksen
- Costumes : Joan Ellacott
- Photographie : Christopher Challis
- Son : John W. Mitchell, Bill Daniels
- Montage : Peter Bezencenet
- Musique : Alan Rawsthorne
- Production : Sydney Box
- Production associée : David Deutsch
- Production exécutive : Earl St. John
- Société de production : The Rank Organisation
- Société de distribution : Rank Film Distributors
- Pays d'origine :  Royaume-Uni
- Langue originale : anglais
- Format : Noir et blanc  — 35 mm — 1,85:1 — son mono
- Genre : Film d'action
- Durée : 84 minutes
- Dates de sortie : 
  - Royaume-Uni : 18 novembre 1958
  - France : 14 octobre 1959

## Distribution
- Howard Keel (VF : Georges Aminel) : Donavan
- Anne Heywood : Elizabeth Matthews
- Cyril Cusack (VF : Guy Decomble) : Peebles
- Harry H. Corbett (VF : André Valmy) : Sharkey
- John Crawford (VF : Jean-Jacques Delbo) : Murphy
- Eddie Byrne (VF : Raymond Loyer) : le shérif
- John Phillips (VF : Louis Arbessier) : Dr. Matthews
- Guy Kingsley Poynter : le shérif adjoint
- James Dyrenforth : le maire